# Nossa Senhora de Guadalupe
Nossa Senhora de Guadalupe era una freguesia portuguesa del municipio de Évora, distrito de Évora.

## Historia
Fue suprimida el 28 de enero de 2013, en aplicación de una resolución de la Asamblea de la República portuguesa promulgada el 16 de enero de 2013 al unirse con la freguesia de Nossa Senhora da Tourega, formando la nueva freguesia de Nossa Senhora da Tourega e Nossa Senhora de Guadalupe.